# Ragazzo di giù
Ragazzo di giù è il sesto album in studio del cantautore e rapper italiano Rocco Hunt, pubblicato il 25 aprile 2025 dall'etichetta Epic Records.
L'album contiene il singolo Mille vote ancora, con cui il cantante ha gareggiato al 75º Festival di Sanremo, classificandosi al quindicesimo posto al termine della manifestazione.

## Antefatti e descrizione
Successivamente alla pubblicazione del quinto album in studio Rivoluzione nel 2021, Rocco Hunt ha pubblicato alcuni singoli solisti, tra cui A' vita senz' e te (Me fà paura), Non litighiamo più, Musica italiana, Push!, e collaborazioni, tra cui Candela di Nia e Lennis Rodríguez e Peyote degli Articolo 31 con Fabri Fibra. Il titolo de progetto, riferito al sud Italia, tratta le tematiche biografiche del cantautore e dei ragazzi di periferia.
Il progetto è stato annunciato il 2 aprile 2025, due mesi dopo la partecipazione del cantautore al 75º Festival di Sanremo con il brano Mille vote ancora. La lista tracce e i featuring contenuti nel disco sono state rivelate il successivo 8 aprile.
Il progetto si compone di quindici tracce, scritte e composte dallo stesso cantautore con la collaborazione di autori e produttori, tra cui Davide Longhi, in arte Dav, Emilio Barberini, in arte Madfingerz, Enrico Brun, Higashi, Julien Boverod, in arte Jvli, Maximilian Agostini, in arte Vvenice, Room9, Stefano Tognini, in arte Zef, e Valerio Passeri, in arte Nazo, oltre a cinque collaborazioni con Irama, Gigi D'Alessio, Baby Gang, Massimo Pericolo e Clementino, a cui si è aggiunta anche quella con Noemi per la traccia bonus.

## Promozione

### Singoli
Il primo singolo estratto dall'album, Mille vote ancora, è stato pubblicato il 12 febbraio 2025 in concomitanza alla partecipazione del cantautore al 75º Festival di Sanremo.
Il 25 aprile 2025, in concomitanza all'uscita dell'album, è stato estratto il secondo singolo Cosa ti amo a fare?.
Il 20 giugno 2025 è stato pubblicato il singolo Oh ma come primo estratto dalla riedizione digitale, realizzato insieme a Noemi.

### Tour
Per promuovere il disco, il cantautore è stato impegnato in un instore tour, articolato in tre date dal 25 al 27 aprile 2025 nei centri commerciali di Marcianise (CE), Fuorigrotta (NA) e Pontecagnano Faiano (SA). Ad esse sono seguite le date della tournée Ragazzo di giù tour 2025, che lo ha visto esibirsi in vari festival musicali e nei club italiani ed europei dal 20 settembre al 23 agosto da Campobasso a Palermo, seguite dalle date dell'11 settembre alla Reggia di Caserta e del 6 ottobre all'Unipol Forum di Milano.

## Tracce
1. Aria nova – 1:26 (testo: Rocco Pagliarulo – musica: Rocco Pagliarulo, Valerio Passeri)
2. Ragazzo di giù – 2:41 (testo: Rocco Pagliarulo – musica: Rocco Pagliarulo, Valerio Passeri)
3. Mille vote ancora – 3:12 (testo: Rocco Pagliarulo – musica: Davide Simonetta, Gabriel Rossi, Lorenzo Santarelli, Marco Salvaderi, Paolo Antonacci, Stefano Tognini)
4. Bonafortuna – 2:47 (testo: Rocco Pagliarulo – musica: Rocco Pagliarulo, Valerio Passeri)
5. Sulo (Tonight) – 2:47 (testo: Rocco Pagliarulo – musica: Rocco Pagliarulo, Davide Longhi, Emilio Barberini, Maximilian Agostini)
6. Chhiù bene'e me (feat. Irama) – 2:33 (testo: Rocco Pagliarulo, Filippo Maria Fanti, Giuseppe Colonnelli – musica: Rocco Pagliarulo, Filippo Maria Fanti, Valerio Passeri)
7. Demone santo – 2:23 (testo: Rocco Pagliarulo, Jacopo Angelo Ettorre – musica: Rocco Pagliarulo, Gabriel Rossi, Lorenzo Santarelli, Marco Salvaderi)
8. Cosa ti amo a fare? – 3:22 (testo: Rocco Pagliarulo, Paolo Antonacci – musica: Rocco Pagliarulo, Davide Simonetta, Paolo Antonacci)
9. Giura (feat. Gigi D'Alessio) – 2:43 (testo: Rocco Pagliarulo, Luigi D'Alessio – musica: Rocco Pagliarulo, Antonio Caputo, Gabriel Rossi, Lorenzo Santarelli, Luigi D'Alessio, Marco Salvaderi)
10. Domani chissà – 2:40 (testo: Rocco Pagliarulo, Federico Olivieri – musica: Rocco Pagliarulo, Federico Olivieri, Julien Boverod)
11. Fratmo (feat. Baby Gang e Massimo Pericolo) – 3:10 (testo: Rocco Pagliarulo, Alessandro Vanetti, Zaccaria Mouhib – musica: Rocco Pagliarulo, Nedi Jozic, Valerio Passeri)
12. Spero che Dio non me la porti via – 3:01 (testo: Rocco Pagliarulo, Lorenzo Vizzini Bisaccia – musica: Rocco Pagliarulo, Enrico Brun)
13. Primm' de 30 – 2:26 (testo: Rocco Pagliarulo – musica: Rocco Pagliarulo, Valerio Passeri)
14. 'A notte – 2:51 (testo: Rocco Pagliarulo – musica: Rocco Pagliarulo, Valerio Passeri)
15. Yes I Know My Way (feat. Clementino) (Live - Sanremo 2025) – 3:28 (Giuseppe Daniele)

Traccia bonus della riedizione digitale
1. Oh ma (con Noemi) – 2:49 (testo: Rocco Pagliarulo, Federica Abbate, Jacopo Angelo Ettorre – musica: Eugenio Maimone, Federico Mercuri, Giordano Cremona, Iacopo Falsetti)

## Classifiche
| Classifica (2025) | Posizione massima |
| ----------------- | ----------------- |
| Italia            | 2                 |